# Vråkärr och Höga
Vråkärr och Höga är en av SCB avgränsad och namnsatt småort i Torsby socken i Kungälvs kommun i Västra Götalands län. Den omfattar bebyggelsen i de två grannbyarna.